# 杭齊蘇
杭齊蘇（1619年—1650年），字東儀，號東侯，山東聊城縣人。清初政治人物。
杭齊蘇於順治三年（1646年）中式丙戌科三甲進士。選庶吉士，散館改吏科給事中。順治五年（1648年）任福建鄉試副考官。同年，改刑科右給事中。順治七年（1650年）改戶科左給事中。